# جيف كابلان
جيف كابلان (بالإنجليزية: Jeffrey Kaplan)‏ هو مهندس أمريكي، ولد في 4 نوفمبر 1972.